# Ceapaievka, Velîka Bahacika
Ceapaievka (în ucraineană Чапаєвка) este un sat în comuna Radîvonivka din raionul Velîka Bahacika, regiunea Poltava, Ucraina.

## Demografie
Componența lingvistică a localității Ceapaievka
     Ucraineană (86,3%)
     Maghiară (6,41%)
     Rusă (5,25%)
     Română (2,04%)
Conform recensământului din 2001, majoritatea populației localității Ceapaievka era vorbitoare de ucraineană (86,3%), existând în minoritate și vorbitori de maghiară (6,41%), rusă (5,25%) și română (2,04%).